# Batalha de Cuito Cuanavale
A Batalha de Cuito Cuanavale foi o maior confronto militar da Guerra Civil Angolana, ocorrido entre 15 de novembro de 1987 e 23 de março de 1988. O local da batalha foi o sul de Angola, na região do Cuíto Cuanavale, província de Cuando-Cubango, onde se confrontaram os exércitos de Angola (FAPLA) e Cuba (FAR) contra a UNITA (União Nacional para a Independência Total de Angola) e o exército sul-africano. Foi a batalha mais prolongada que teve lugar no continente africano desde a Segunda Guerra Mundial. É considerada também a segunda maior batalha de terreno do século XX, superada apenas pela batalha de Kursk.
Seguindo uma série de tentativas frustradas de dominar a região em 1986, oito brigadas da FAPLA realizaram uma ofensiva, conhecida como "Operação Saludando Octubre" em agosto de 1987 contra as bases da UNITA em Jamba e Mavinga, contando com apoio de armas e tanques T-62 soviéticos, bem como unidades motorizadas cubanas. A África do Sul, que fazia fronteira com Angola por meio do território em disputa da atual Namíbia, estava determinada em prevenir que a FAPLA ganhasse controle da região e permitisse que a Organização do Povo do Sudoeste Africano atuasse no local, o que colocaria o regime do Apartheid em cheque.
Ambos os lados do conflito reivindicaram vitória, e até hoje as narrativas e memórias sobre a batalha são objeto de debate. Não obstante, o evento tornou-se o ponto de viragem decisivo na guerra que se arrastava há longos anos, incentivando um acordo entre Sul Africanos e Cubanos para a retirada de tropas e a assinatura dos Acordos de Nova Iorque, que deram origem à implementação da resolução 435/78 do Conselho de Segurança da ONU, levando à independência da Namíbia e ao fim do regime de segregação racial, que vigorava na África do Sul.

## Preludio

### A Guerra Civil Angolana
Até 1975, Angola foi um dos territórios coloniais africanos do Império Português tal como Moçambique, Guiné-Bissau, Cabo Verde e São Tomé e Príncipe, regidas por Portugal. No entanto surgiu uma guerra de guerrilha entre o governo colonial e três movimentos revolucionários armados, a FNLA (Frente Nacional de Libertação de Angola), a UNITA (União Nacional para a Independência Total de Angola) e o MPLA (Movimento Popular de Libertação de Angola), com um acréscimo no norte, na região de Cabinda levada a cabo pela FLEC (Frente de Libertação do Enclave de Cabinda); um movimento separatista que reclamava a independência autónoma de Cabinda em relação a Angola.
Angola foi só uma das frentes da Guerra do Ultramar, durante a qual, o Estado português tentou manter os seus territórios coloniais ao contrário da tendência das outras nações europeias como a Grã-Bretanha e a França que estavam a entregar a independência gradualmente às suas colónias.
O preludio da guerra civil angolana, tem a sua origem em 1974 quando se deu em Portugal a Revolução dos Cravos, derrubando o regime salazarista. A junta militar que ocupou o poder provisoriamente, decidiu acabar a Guerra do Ultramar mas deixar as tropas nas colónias até à sua independência. No entanto, devido a pressões internas, decidem abandonar Angola até o outono de 1975, sem que nenhum dos movimentos revolucionários estivesse no controle da nação. Uma decisão problemática que afetou o desfecho da guerra civil em Angola.

### O MPLA no poder
Em agosto de 1975 o MPLA controlava onze das quinze províncias de Angola, incluindo a capital Luanda e a cidade de Cabinda, sendo por isso a escolha óbvia para tomar o poder em Angola. No entanto, a decisão de Portugal de entregar o poder aos três movimentos, provou ser um erro crasso, dando inicio à Guerra Civil Angolana.
A 10 de Novembro uma ofensiva da FNLA que tinha o apoio do Zaire com um reforço do exército zairense de 1 200 soldados, num célebre confronto que viria do norte de Luanda que ficou conhecido pela Batalha de Quifangondo não aconteceu por ordem dos USA a FNLA. Os USA mandaram a FNLA recuar e não engajar em luta armada.
Nos anos seguintes, o governo do MPLA e as suas forças militares lutaram contra guerrilheiros armados pelo Zaire, Estados Unidos da América e pela África do Sul, até que em 1984 a FNLA de Holden Roberto reconheceu a derrota, mantendo-se no entanto a guerra contra a UNITA de Jonas Savimbi.
Até 1987 entraram no conflito angolano outras nações e organizações interessadas, a saber: ao lado do governo angolano encontravam-se as Forças Armadas Revolucionárias de Cuba, o braço armado do Congresso Nacional Africano, a Lança da Nação, e o braço armado da Organização do Povo do Sudoeste Africano (SWAPO), o Exército Popular de Libertação da Namíbia (PLAN); ao lado da UNITA estava o exército sul africano e os seus aliados.

### FAR
A intervenção da FAR começou apenas com 652 tropas de elite na Operação Carlota, uma manobra militar levada a cabo em novembro de 1975 contra a incursão sul africana, porém com a expansão da guerra nos anos seguintes Cuba, a pedido do governo angolano, reforçou as suas forças militares de uma forma permanente, tendo participado na batalha de Cuito Cuanavale 15 000 tropas cubanas. A força cubana em Angola chegou a ter 36 000 tropas activas.

### URSS
A participação da União Soviética no conflito angolano, limitou-se a um grupo de conselheiros militares soviéticos colocados em Angola, à formação de quadros superiores em território da URSS e à ajuda em armamento militar. As relações entre os dois países nunca foram totalmente claras, havendo suspeitas de envolvimento soviético numa tentativa de golpe de estado, preconizado pelo Ministro do Interior do MPLA Nito Alves, culminando num período negro da história angolana conhecido por Fraccionismo. Não obstante esses desentendimentos, estiveram presentes na batalha conselheiros soviéticos que tiveram um papel muito importante na organização das FAPLA e na planificação da batalha.

### A Jamba
Os EUA não reconheceram o governo angolano, acusando-os de comunistas, receando que Angola se tornasse uma ponta de lança da União Soviética em África. Henry Kissinger, Secretário de Estado dos Presidentes Richard Nixon e Gerald Ford, chegou mesmo a afirmar que o governo do MPLA era uma ameaça à liberdade em África. Nos anos oitenta a administração de Ronald Reagan promoveu a guerra de guerrilha nos países com ligações ao Bloco de Leste, em países como a Nicarágua e Angola. Já desde 1977 que os Estados Unidos da América apoiavam UNITA, vindo a reforçar esse apoio no governo Regan. Um dos projectos mais importantes da ajuda americana foi a Jamba do Cuando, o refúgio e quartel-general das forças da UNITA no sudoeste de Angola. Na Jamba-Cueio, Jonas Savimbi líder da UNITA, construiu uma base militar bem defendida para lutar contra o governo MPLA e criou um mini-estado.
Em 1985 na Jamba do Cuando, Savimbi foi o anfitrião da Internacional Democrática, um encontro de chefes de alguns movimentos anti-comunistas través o mundo, oficializando dessa forma o seu mini-estado. A presença semi-oficial de um mini-estado criado pela UNITA em território angolano era considerado uma afronta ao governo de José Eduardo dos Santos, presidente de Angola à altura do conflito. Em 1987, o governo angolano decidiu eliminar esse mini-estado e retomar o controle do sudoeste angolano. O resultado foi a batalha de Cuito Cuanavale, uma povoação situada na Jamba do Cuando na província do Cuando.

## A batalha

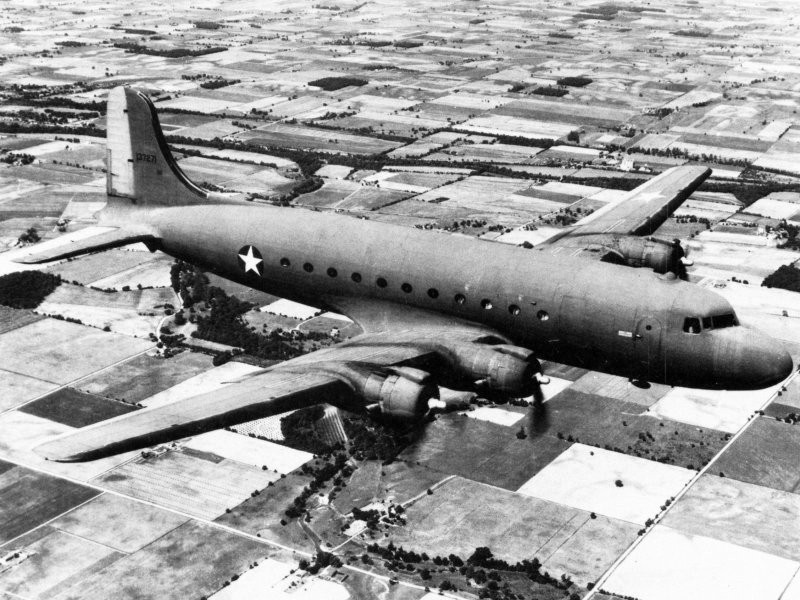
O C-54 Skymaster norte-americano, utilizado pela UNITA na Batalha de Cuito Cuanavale.

### Mavinga
A primeira acção militar da campanha do governo angolano, foi a ocupação da antiga base portuguesa de Mavinga, onde estavam sediados 8 000 guerrilheiros da UNITA, porém até a chegada das forças angolanos, Mavinga recebeu um reforço de 4 000 tropas da SADF (South African Defence Force), vindo a confrontar uma força de 18 000 soldados angolanos. Mavinga foi o primeiro passo no caminho para a Jamba do Cuando e para penetrar a Faixa de Caprivi.
O ataque a Mavinga foi uma derrota total para as forças angolanas, com baixas estimadas em 4 000 mortos. A manobra de contra-ataque das SADF, nomeada Operação Modular foi um êxito, forçando as tropas das FAPLA e das FAR a retroceder 200 quilómetros de volta a Cuito Cuanavale numa perseguição constante através da Operação Hooper.

### O cerco de Cuito Cuanavale
Sabendo que caindo Cuito Cuanavale o inimigo seguiria para Menongue, uma base aérea importante do governo, as FAPLA restabeleceram-se ai, retendo com dificuldade o avanço da UNITA e das SADF. As três brigadas sobreviventes da força original barricaram-se a leste do Rio Cuito, do outro lado da povação de Cuito Cuanavale, aguentando as forças rivais durante três semanas, sem blindagem nem artilharia para se defenderem e sem provisões. O presidente de Cuba Fidel Castro, apedido do governo angolano, enviou mais 15 000 soldados de elite para ajudar ao esforço da batalha, dando o nome a essa movimentação de tropas de Manobra XXXI Aniversário da FAR. Com o reforço cubano, o número de tropas no país passava de 50 000. A 5 de dezembro de 1987 o primeiro reforço militar chegou ao posto das FAPLA em Cuito Cuanavale.
Entretanto, os soldados angolanos recebiam um novo treino para se adaptarem às novas armas mais avançadas fornecidas pela União Soviética, enquanto os seus colegas das FAR preparam as defesas para resistir às investidas do inimigo. Os defensores cavaram trincheiras, barricadas, e depósitos para helicópteros, embora a pista de aviação estivesse intacta, os observadores das forças inimigas impedia a aterragem de aviões em Cuito Cuanavale. A ponte sobre o rio havia explodido a 9 de janeiro e para poderem atravessar o rio, os cubanos construíram uma outra ponte de madeira, apelidada de "Pátria ou Morte". Os defensores aproveitaram todas as armas que disponíveis, desde as dos tanques imobilizados, às dos soldados sepultados pela terra nos ataques de artilharia.
Entretanto as SADF aproveitaram o impasse para trazer reforços, levando a cabo cinco assaltos contra os postos angolanos nos meses seguintes, não conseguindo vencer os defensores. Uma das situações que ajudou imenso a UNITA, foi a estação das chuvas que atrasou o avanço das tropas vindo de Menongue, através de caminhos lamacentos, carregados de minas anti-pessoais pela UNITA e de emboscada. Quando o grosso dos reforços chegaram, já tinha começado a batalha final.
Os assaltos de UNITA prosseguiram até 23 de março de 1988, levando as tropas defensoras a recuaram para os arredores de Cuito Cuanavale, onde sofreram bombardeamentos de artilharia da SADF, localizadas nas colinas de Chambinga, nos meses seguintes.

### Desfecho
O impasse militar de Cuito Cuanavale foi reclamado por ambos os lados como uma vitória. O lado angolano afirmou que com a defesa de Cuito Cuanavale, em situação precária e situação inferior, impediram a invasão do território angolano, pelas forças da África do Sul. Porém na África do Sul os partidários da guerra proclamavam como triunfo o facto de o exército deles menos equipado, mas melhor treinado ter impedido o avanço do comunismo.
Em dezembro de 1988 o MPLA e a UNITA, assinaram o Acordo Tripartido na cidade de Nova Iorque, acordando com a retirada das forças estrangeiros do conflito angolano, levando, consequentemente, à independência da Namíbia e à democratização da África do Sul, culminando com o fim do regime do Apartheid.
O historiadora Piero Gleijeses, professor da Universidade John Hopkins, de Washington, escreve a respeito: "Apesar de todos os esforços de Washington [aliado ao regime do apartheid] para impedir-lhe, Cuba mudou o rumo da história da África Austral [...]. A proeza dos cubanos no campo de batalha e seu virtuosismo à mesa de negociações foram decisivos para obrigar a África do Sul a aceitar a independência da Namíbia. Sua exitosa defesa de Cuito foi o prelúdio de uma campanha que obrigou a SADF [Força de Defesa Sul-Africana] a sair de Angola. Essa vitória repercutiu para além da Namíbia".